# William Hale Thompson
Pour les articles homonymes, voir Thompson et William Thompson.
William Hale Thompson, surnommé « Big Bill », né le 14 mai 1869 à Boston et mort le 18 mars 1944 à Chicago, est un homme politique américain, membre du Parti républicain. Il est maire de Chicago de 1915 à 1923 puis de nouveau de 1927 à 1931. Il est le dernier républicain à avoir été élu à la tête de l'hôtel de ville de Chicago.
Les historiens le classent parmi les maires les moins éthiques de l'histoire américaine, principalement pour son alliance ouverte avec le gangster Al Capone. Cependant, d'autres reconnaissent l'efficacité de ses méthodes politiques et de ses campagnes publicitaires, le reconnaissant comme un « caméléon politique » et une « machine politique efficace ». Le Time Magazine a déclaré en 1931 que « le principal mérite, dans l'émergence du style politique de Chicago du 20e siècle, devrait revenir à William Thompson ».

## Biographie
Thompson est né à Boston dans le Massachusetts, de William Hale Thompson Sr. et Mary Ann Thompson. Il a une sœur, Helen Gale Thompson (1866–1953), et un frère, Perceval Thompson (1874–1943). Sa famille s'installe à Chicago alors qu'il est âgé de neuf ans. Bien que Thompson ne soit pas né à Chicago, sa famille a de solides racines dans cette ville. Son père, le colonel William Hale Thompson Sr., est un homme d'affaires populaire à Chicago et sert comme colonel dans la deuxième garde de l'Illinois. Son père est venu à Chicago après avoir servi dans la marine américaine pendant la guerre de Sécession. Son grand-père maternel, Stephen F. Gale, le premier chef du Chicago Fire Department, a joué un grand rôle dans l'élaboration de la charte de la ville en 1837, ce qui lui a valu d'être considéré comme un « pionnier de Chicago » par certains journalistes universitaires.
Plutôt que d'entreprendre des études universitaires, Thompson voyage à travers l'Europe. Par la suite, il séjourne dans l'ouest des États-Unis et se lance dans l'élevage de bétail au Texas et au Nouveau-Mexique. À l'âge de 21 ans, il a accumulé environ 30 000 dollars. Il retourne à Chicago en 1892 après la mort de son père pour gérer ses biens. Peu de temps après, Thompson rejoint l'Illinois Athletic Club et le Sportsmen's Club of America et est rapidement nommé directeur général et capitaine des équipes de water-polo et de football. En 1901, Thompson se marie avec Mary Walker Wyse.
Sa corpulence, 1m84 pour 100 kilos, et ses prouesses athlétiques lui valent le surnom de « Big Bill », qui lui est resté tout au long de sa carrière politique.

## Parcours politique

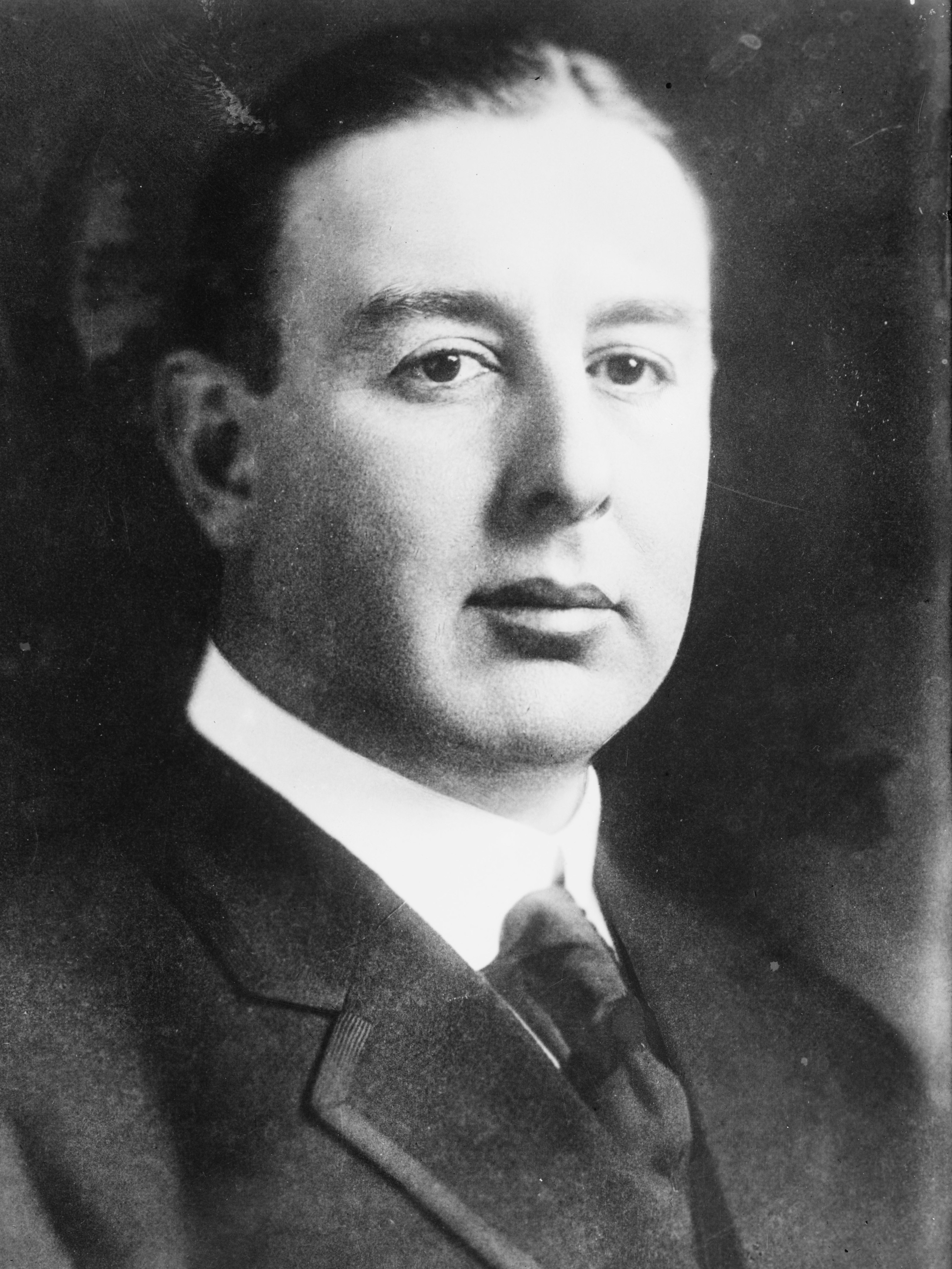
William Hale Thompson en 1910.

Thompson commence sa carrière politique en 1900, à la suite d'un pari, un ami lui ayant dit qu'il n'oserait pas se présenter à une élection. Il devient conseiller municipal pour la seconde circonscription (2nd Ward) du conseil municipal de Chicago, battant un homme politique chevronné, Charles F. Gunther. Deux ans plus tard, il devient membre du conseil des commissaires du comté de Cook (Cook County Board of Commissioners), servant de 1902 à 1904. Le succès de Thompson s'explique d'une part par son aura de sportif (yachting, polo) et sa fréquentation de bars, tripots et autres lieux moins avouables où il est très populaire. Il sert pendant deux ans au sein de cette assemblée où sa présence est d'abord sporadique. Il préfère fréquemment le yachting aux activités politiques.
Sportif, il vote cependant contre l'établissement du premier terrain de sport public de Chicago dont on pense alors qu'il serait surtout fréquenté par des Noirs. Petit à petit, il se prend malgré tout à apprécier la politique. De 1903 à 1915, il se consacre plutôt au yachting et à sa vie de « playboy ». Cependant, pour l'élection de 1915 à la mairie de Chicago, le parti républicain a besoin d'un candidat. Celui-ci doit plaire aux femmes, qui ont obtenu le droit de vote en Illinois en 1913, soit six ans avant que l'État fédéral adopte le 19e amendement de la Constitution américaine, grâce à un projet de loi passé par le gouverneur de l'Illinois Edward Dunne (qui est également le 38e maire de Chicago entre 1905 et 1907).

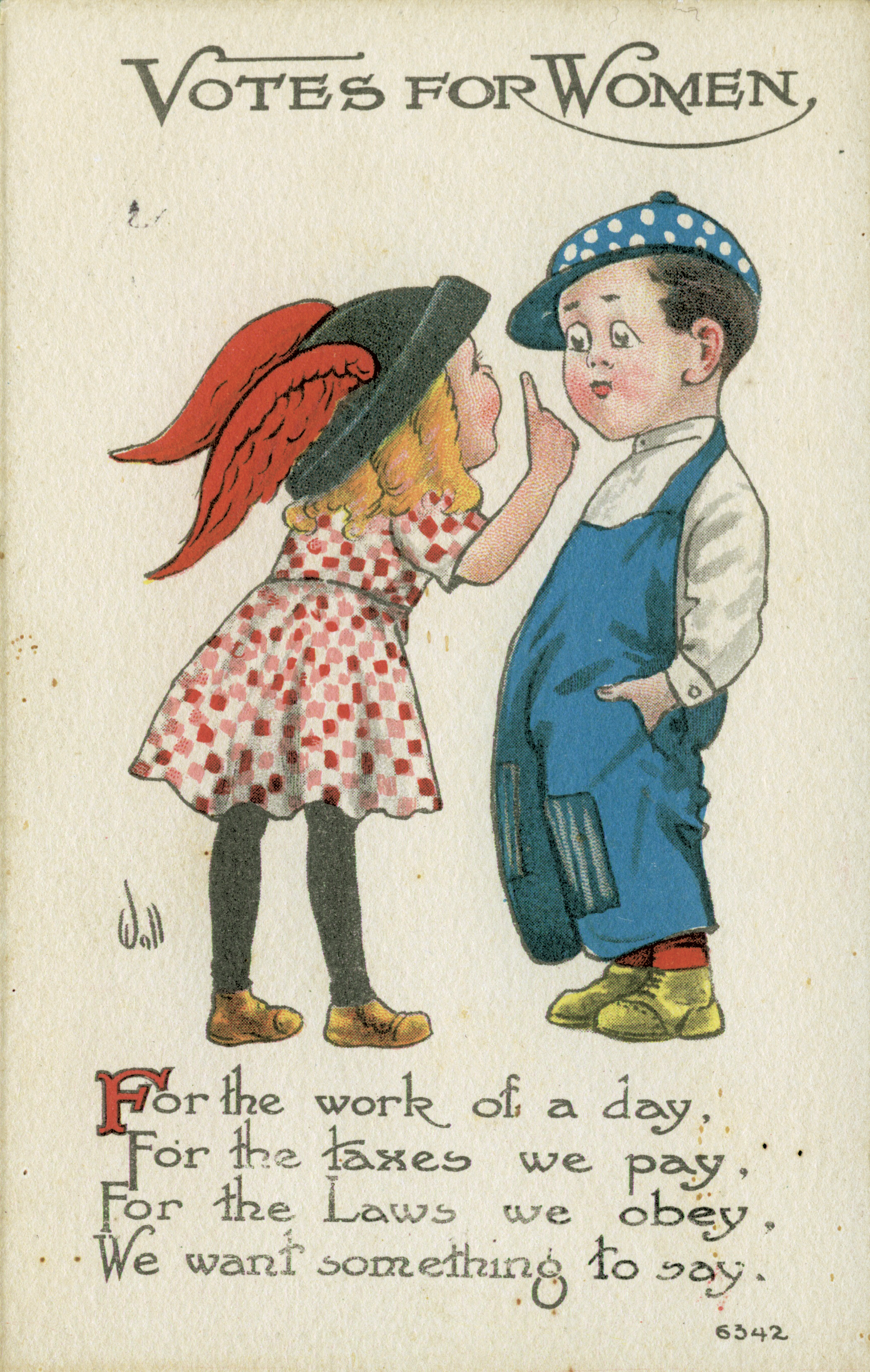
Carte postale de 1913 illustrant le droit de vote pour les femmes.

Sa personnalité extravertie et charismatique associée à sa stature imposante et à son apparence de gentleman, confère à Thompson une présence publique indéniable, qui est complétée par les idées et projets politiques de Fred Lundin et William Lorimer, ses conseillers et amis proches. Thompson est connu pour sa parole libre, directe, et sans ménagement qui, avec sa taille et sa corpulence, lui valent le surnom de « Big Bill ».
Le 23 février 1915, il remporte la primaire républicaine pour la course à la mairie contre Jacob A. Hey et Harry Olson. Il est ensuite élu maire le 6 avril 1915 en battant le démocrate Robert M. Sweitzer, le prohibitionniste John H. Hill, le socialiste Seymour Stedman et le progressiste Charles Thomson. Au début de son mandat, le nouveau maire surprend ses détracteurs, par certaines initiatives et succès qui lui valent par exemple la reconnaissance d'Anna Gordon, présidente de la ligue de tempérance des femmes chrétiennes et de l'évangéliste Billy Sunday. Thompson prend un arrêté municipal ordonnant la fermeture des débits de boissons le « jour du Seigneur ». Il nomme au sein de son administration des amis millionnaires comme Eugene R. Pike et William R. Moorehouse. 

### Objectif, plaire au plus grand nombre

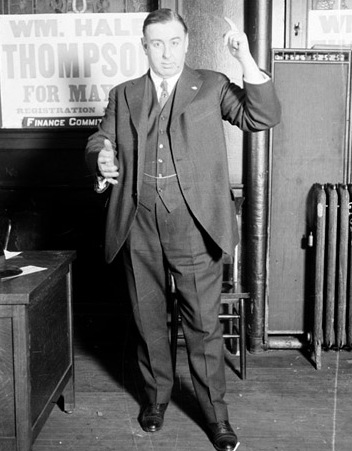
Photographie de William Hale Thompson, parue dans le Chicago Daily News, en 1915.

Alors que la Première Guerre mondiale fait rage en Europe, Thompson est opposé à toute intervention américaine. Ses sympathies vont à l'Allemagne, pour des raisons électorales en particulier. Chicago est alors, comme il le dira lui-même la sixième plus grande ville allemande du monde, avec ses quelque 450 000 immigrés allemands. Les immigrés irlandais, nombreux à Chicago, s'opposent également à tout soutien américain au Royaume-Uni qui opprime leur patrie d'origine. Lors de sa réélection en 1919, Thompson était à l'avant-garde du mouvement prônant la censure et l'interdiction de nombreux textes et souvenirs historiques en provenance du Royaume-Uni au sein du réseau des bibliothèques publiques de Chicago (Chicago Public Library) et auprès des responsables de l'éducation dans les écoles publiques de la ville (Chicago Board of Education).
Entre 1916 et 1919, Chicago devient la « terre promise » des noirs américains du sud des États-Unis, où plus de 50 000 d'entre eux décident de s'installer. Ils seront d'ailleurs rejoints dans les années 1920 par plus de 120 000 migrants afro-américains. À Chicago, ces migrants des États du sud trouvent des salaires « décents », 2 à 3 dollars par jour au lieu des 2 à 3 dollars par semaine dans les plantations du sud. Ils y ont le droit de vote, les écoles bien que toujours sous le régime de la ségrégation raciale y sont meilleures et les transports publics ne sont pas réservés aux Blancs. À cette époque, se crée autour de Downtown Chicago, une portion de la ville que l'on nommera la Black Belt, la « Ceinture Noire », connue sous le nom officiel de South Side (les quartiers sud). Bien que le maire Thompson partage les préjugés raciaux de son époque, pour lui, un vote est un vote. On retrouve donc en 1915 plus de 700 employés noirs au sein des services municipaux, alors qu'ils n'étaient que 200 sous le mandat de Carter Harrison, Jr., son prédécesseur. La tactique de Thompson, de plaire au plus grand nombre de ces concitoyens porte ses fruits en 1919, où il est réélu pour un deuxième mandat.

### Émeutes raciales de 1919

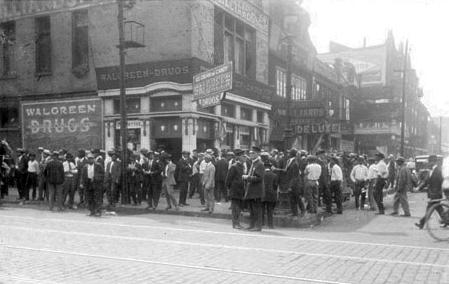
Rassemblement à l'angle de la 35e et de State pendant l'émeute

Cependant, quelques mois après sa réélection, éclate à Chicago une émeute raciale, le dimanche 27 juillet 1919. Elle ne se terminera que le 3 août, après l'intervention de plus de 6 000 gardes nationaux, ayant fait 38 morts et 537 blessés.
Lorsque l'émeute éclate, Thompson se trouve à Cheyenne dans le Wyoming pour la célébration des Frontier Days. Il rentre alors d'urgence à Chicago, alors que l'émeute est à son paroxysme. Malgré ses conseillers, il refuse tout d'abord de faire intervenir la milice de l'Illinois afin de renforcer la police de Chicago. Ce n'est pas avant le 30 juillet, voyant s'accumuler le nombre de morts, de blessés et d'habitants dont les maisons ont été détruites, qu'il se décide enfin à demander l'intervention des gardes nationaux. Sa gestion plutôt hésitante de la crise ne lui vaut pas pour autant la défiance des Noirs qui voient en lui le politicien qui leur est alors le plus favorable.

### Deuxième mandat

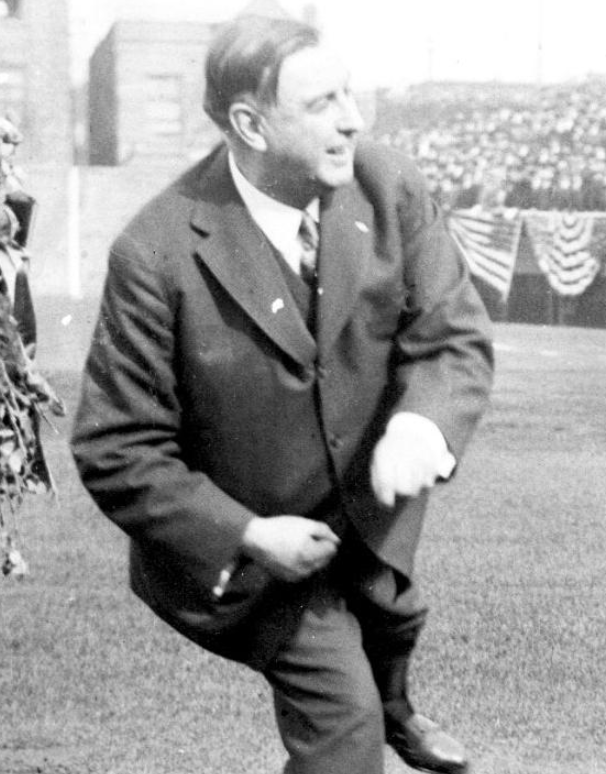
Thompson à Weeghman Park en 1915, lançant la première balle pour les Whales, une équipe de baseball de la Ligue fédérale de Chicago.

Durant son deuxième mandat à la mairie de Chicago, Thompson entreprend de nombreux travaux publics visant à améliorer les voies de communication et les transports à travers la ville incluant la rénovation et la construction de ponts et de nouvelles routes. Durant son mandat, plusieurs bâtiments, parmi les plus hauts de la ville à l'époque, sortent de terre.
En 1920, le Chicago Tribune dépose une plainte contre Thompson pour avoir versé plus de deux millions de dollars d'honoraires et autres frais à de soi-disant experts lors de la construction du pont de Michigan Avenue. Le procès va durer deux ans, il impliquera plus de cent témoins, un dossier de 11 000 pages et 3 000 audiences. Finalement, Thompson et ses coaccusés sont condamnés à restituer les deux millions à la ville. Dès lors Thompson lance sa propre liste de juges pour les élections judiciaires. Elle est cependant battue grâce à une alliance entre les Démocrates et le barreau de Chicago dont le slogan est « Stop the City Hall from Seizing the Judiciary » (« Empêchez la mairie de s'emparer du pouvoir judiciaire »).
En 1921, Thompson organise sur la jetée Navy une exposition intitulée Pageant of Progress (le « cortège du progrès ») qui accueille en quinze jours environ un million de visiteurs.
Diverses autres affaires et déboires politiques conduisent finalement Thompson à ne pas se présenter à la réélection pour un troisième mandat en 1923. C'est le Démocrate, William Emmett Dever qui est élu. Thompson n'abandonne cependant pas la politique et passe les quatre années qui suivent à créer un réseau d'alliés qui l'aident à reprendre la mairie. De plus, à la suite de la crise boursière qui mène au krach de 1929, l'économie de Chicago est durement touchée. Thompson déclare à la presse de Chicago : « L'administration Dever a fait l'un des plus grands scores de l'histoire de Chicago en termes de fermetures d'entreprises ». « Quand je serai réélu, non seulement nous rouvrirons les endroits que ces gens ont fermés, mais nous en ouvrirons 10 000 de plus ».

### Troisième mandat

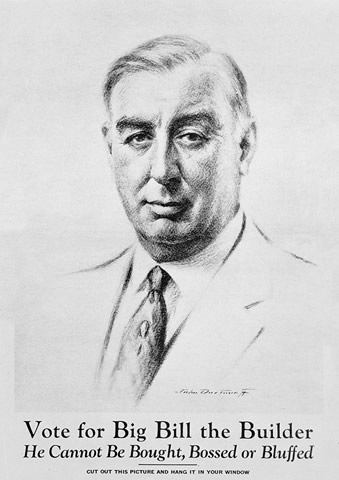
Affiche de campagne de Thompson pour les élections municipales de 1927. On peut lire : « Votez pour Big Bill le Bâtisseur » ; « Il ne peut pas être acheté, mené ou bluffé ».

En pleine période de Prohibition, le maire Dever s'efforce de fermer les bars illégaux et de combattre Al Capone et les autres acteurs du crime organisé de Chicago. Ceux-ci, peu désireux de voir Dever réélu, portent leur choix sur Thompson et soutiennent sa candidature par tous les moyens. Afin d'obtenir son troisième mandat, Big Bill n'hésite pas à défendre avec ferveur les idées les plus démagogiques. Grâce à ses nouveaux amis et à son populisme, il obtient à nouveau la mairie, en 1927, battant Dever de plus de 80 000 voix. Durant son mandat, la ville est dès lors aux mains de la pègre qui a assuré son élection.
À ce moment-là, la guerre des gangs bat son plein à Chicago. En 1931, la population écœurée du règne du crime et de la corruption ne lui confie pas un nouveau mandat et c'est Anton Cermak qui est élu maire.

### Fin de carrière
En 1936 et en 1939, Thompson se présente à l'élection au poste de Gouverneur de l'Illinois, sans succès.
Sa carrière politique en tant que maire est entachée par une corruption éhontée qu'il laisse entrer au sein du bureau du maire et au travers des différents services de la ville de Chicago. Pendant des années, Thompson est soupçonné d'être payé par Johnny Torrio et Al Capone pour protéger ces derniers. Pendant son règne, la police est inefficace dans la lutte contre le crime organisé. Les pots-de-vin et la corruption sont endémiques. De plus, Thompson défie ouvertement le Volstead Act, un texte législatif issu du XVIIIe amendement de la Constitution, interdisant formellement la vente et la consommation d'alcool sur le territoire américain.
Il est également un membre clé du Sportsman's Club. Ce groupe encourage activement les pots-de-vin de toutes les différentes personnalités de la pègre de Chicago et est également sollicité leur adhésion au club, notamment celle du gangster Big Jim Colosimo. En plus de plusieurs figures de la pègre, il compte parmi ses membres Charles Healy, le chef de la police de Chicago, et Morgan Collins, un capitaine de la police de Chicago.

## Fin de vie

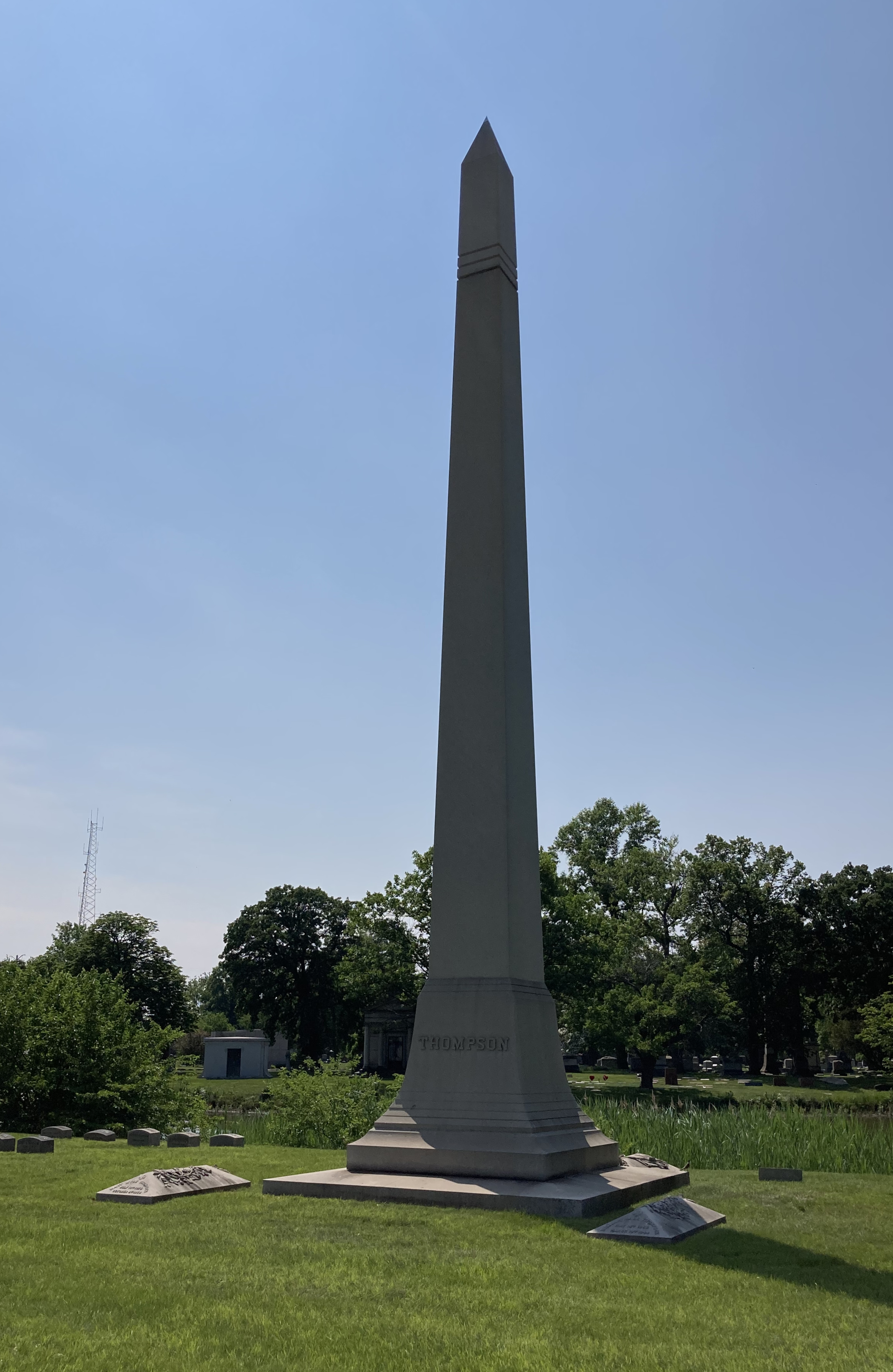
Sépulture du William Hale Thompson au cimetière de Oak Woods à Chicago.

Thompson meurt d'une maladie cardiaque le 19 mars 1944 au Blackstone Hotel de Chicago. À sa mort, on a découvert deux coffres-forts à son nom contenant près de 1,5 million de dollars en espèces. Thompson est enterré au cimetière de Oak Woods, au 1035 E. 67th Street, dans le quartier Greater Grand Crossing à Chicago. L'obélisque érigé sur sa sépulture constitue le monument le plus haut du cimetière de Oak Woods.

## Dans la culture populaire

### Littérature
- Hizzoner Big Bill Thompson, An Idyll of Chicago par John Bright, paru en 1930 ;
- Big Bill of Chicago par Wendt Lloyd, paru en 1953 ;
- According to Image, William Hale Thompson and the Politics of Chicago par Douglas Bukowski, paru en 1989 ;
- Political Corruption in America par Mark Grossman, paru en 2003 ;
- Big Bill Thompson, Chicago, and the Politics of Image par Douglas Bukowski, paru en 1998 ;
- The Encyclopedia of Chicago par la Chicago Public Library, parution en 2004 ;
- Mackerels in the Moonlight, Four Corrupt American Mayors par Gerald Leinwand, paru en 2004 ;
- The First Vice Lord, Big Jim Colosimo and the Ladies of the Levee par Arthur J. Bilek, paru en 2008.

### Cinéma
- Dans une scène du film de Brian De Palma Les Incorruptibles sorti en 1987, le nom de Thompson est mentionné.
  - Au tribunal, lors du procès d'Al Capone (interprété par Robert De Niro), Eliot Ness (interprété par Kevin Costner) observe que Capone échange quelques mots avec Frank Nitti (homme de main de Capone et exécutant, interprété par Billy Drago) et que celui-ci porte une arme à feu dans la veste de son costume, dans la salle d'audience. Ness le signale à l'huissier qui fait sortir Nitti. Ness fouille Nitti pour lui confisquer son arme et trouve sur lui une note du maire de Chicago William Hale Thompson l'autorisant à porter l'arme.

### Sources
- (en) Douglas Bukowski, Big Bill Thompson, Chicago, and the politics of image, Urbana : University of Illinois Press, 1998.  (ISBN 9780252023651)
- (en) Mark Grossman, Political corruption in America : an encyclopedia of scandals, power, and greed, Santa Barbara, Calif. : ABC-CLIO, 2003.  (ISBN 9781576070604)
- (en) Gerald Leinwand, Mackerels in the moonlight : four corrupt American mayors, Jefferson, N.C. : McFarland, 2004.  (ISBN 9780786418459)